# Dina Kagramanov
Dina Kagramanov (* 26. August 1986 in Baku, Aserbaidschanische SSR) ist eine kanadische Schachspielerin.

## Leben
Sie wuchs in Richmond Hill, Ontario auf, studierte Psychologie an der York University in Toronto und schloss ihr Studium 2009 mit einem Bachelor (Honours) ab. Sie arbeitet als Finanzberaterin für die Royal Bank of Canada.
Ihre jüngere Schwester Dalia (* 1993) ist ebenfalls Schachspielerin. Die beiden Schwestern spielten zum Beispiel bei der Schacholympiade 2010 in Chanty-Mansijsk in derselben Mannschaft. Bei dieser Schacholympiade spielte Dina Kagramanov gegen Phiona Mutesi. Im Film Queen of Katwe über Phiona Mutesi wurde Dina von der südafrikanischen Schauspielerin Carina Nel gespielt.

## Erfolge
Bei der kanadischen Einzelmeisterschaft der Frauen 2001 in Toronto wurde Dina Kagramanov, an Nummer 13 der 18 Teilnehmerinnen gesetzt, Vierte. Im Jahr 2002 gewann sie die 1. Frauenmeisterschaft von Ontario mit zwei Punkten Vorsprung. Die kanadische U18-Meisterschaft der weiblichen Jugend gewann sie 2003 im Tie-Break. Bei der kanadischen Frauenmeisterschaft 2006 in Toronto wurde Dina Kagramanov nach Tie-Break Zweite hinter der punktgleichen Natalia Khoudgarian. Bei der Frauenmeisterschaft 2007 in Kitchener wurde sie hinter Natalia Khoudgarian erneut Zweite.
Im August 2009 gewann sie in Kitchener, Ontario das kanadische Zonenturnier der Frauen vor Nava Starr und Yuanling Yuan. Der kanadische Schachverband zählte das Zonenturnier auch als nationale Einzelmeisterschaft der Frauen. Sie erhielt für ihren Sieg den Titel Internationaler Meister der Frauen (WIM) und eine Qualifikation für die Schachweltmeisterschaft der Frauen 2010 im türkischen Antakya. Dort verlor sie in der ersten Runde gegen Nana Dsagnidse.
Für die kanadische Frauennationalmannschaft spielte sie bei drei Schacholympiaden: 2002 in Bled am zweiten Brett sowie 2008 in Dresden am dritten und 2010 in Chanty-Mansijsk erneut am zweiten Brett. In ihren 30 Spielen bei Schacholympiaden hatte sie ein positives Ergebnis von 18,5 Punkten aus 30 Partien (+16 =5 −9; 61,7 Prozent). Bei der Schacholympiade 2002 hatte sie eine Norm zum Erhalt des WIM-Titels erzielt.
Sie wird beim Weltschachbund FIDE als inaktiv gewertet, da sie seit der offenen kanadischen Meisterschaft im Juli 2011 keine Elo-gewertete Schachpartie mehr gespielt hat.